# Giraffokeryx
Giraffokeryx — викопний рід жирафів середнього розміру, відомий з міоцену Індійського субконтиненту та Євразії. Його відрізняють від інших жираф чотири кісточки на голові; одна пара перед очима на передній стороні лобової кістки, а інша за очима в лобно-тім'яній області, що нависає над скроневими ямками. Він має брахідонтний зубний ряд, як і в інших жирафів, а його ноги та ступні середньої довжини. Більшість авторів вважають Giraffokeryx монотипним із видом G. punjabiensis, але до роду віднесено й інші види:
- G. chinjensis був віднесений до роду, але пізніше включений до вимерлого виду Giraffa priscilla. Розповсюдження цього останнього виду та G. punjabiensis вказує на те, що Гімалаї все ще не були перешкодою для розселення фауни протягом середнього міоцену[3].
- G. anatoliensis — частковий череп із заочноямковим рогом та ізольованими зубами з Туреччини, мав коротші та менш нахилені роги, ніж G. punjabiensis[4].

Giraffokeryx нагадував чи то окапі, чи то маленького жирафа. Це можливий предок обох.